# Scorpaenodes corallinus
Scorpaenodes corallinus là một loài cá biển thuộc chi Scorpaenodes trong họ Cá mù làn. Loài này được mô tả lần đầu tiên vào năm 1957.

## Từ nguyên
Tính từ định danh corallinus trong tiếng Latinh nghĩa là “ở san hô”, hàm ý đề cập đến môi trường sống trên rạn san hô của loài cá này khi mẫu định danh được tìm thấy.

## Mô tả
Chiều dài tối đa của loài này được ghi nhận là 5,4 cm.

## Phân bố và môi trường sống
S. corallinus có phân bố không liên tục trên vùng Ấn Độ Dương - Thái Bình Dương, bao gồm bờ biển Đông Phi và Seychelles, bờ tây đảo Sumatra (Indonesia), bờ bắc Úc, Vanuatu và Nouvelle-Calédonie, Polynésie thuộc Pháp, quần đảo Hawaii, quần đảo Ryukyu (Nhật).
S. corallinus sống trên các rạn san hô, được thu thập ở độ sâu đến ít nhất là 18 m.

## Mô tả
Chiều dài cơ thể lớn nhất được ghi nhận ở S. corallinus là 10,5 cm. Loài này màu nâu đỏ hoặc đỏ sẫm, có nhiều đốm nhỏ màu trắng. Gốc vây hậu môn màu nâu đỏ, có các vạch, đốm trắng giữa các vạch nâu sẫm trên tia mềm. Vây ngực màu cam, có vệt trắng. Vây bụng màu nâu sẫm, có đốm trắng. Gốc vây đuôi màu nâu đỏ, tia có đốm đỏ dài, màng trong suốt.
Số gai vây lưng: 13; Số tia vây lưng: 9; Số gai vây hậu môn: 3; Số tia vây hậu môn: 5; Số gai vây bụng: 1; Số tia vây bụng: 5; Số tia vây ngực: 17–18.